# Żołnierz i bohater

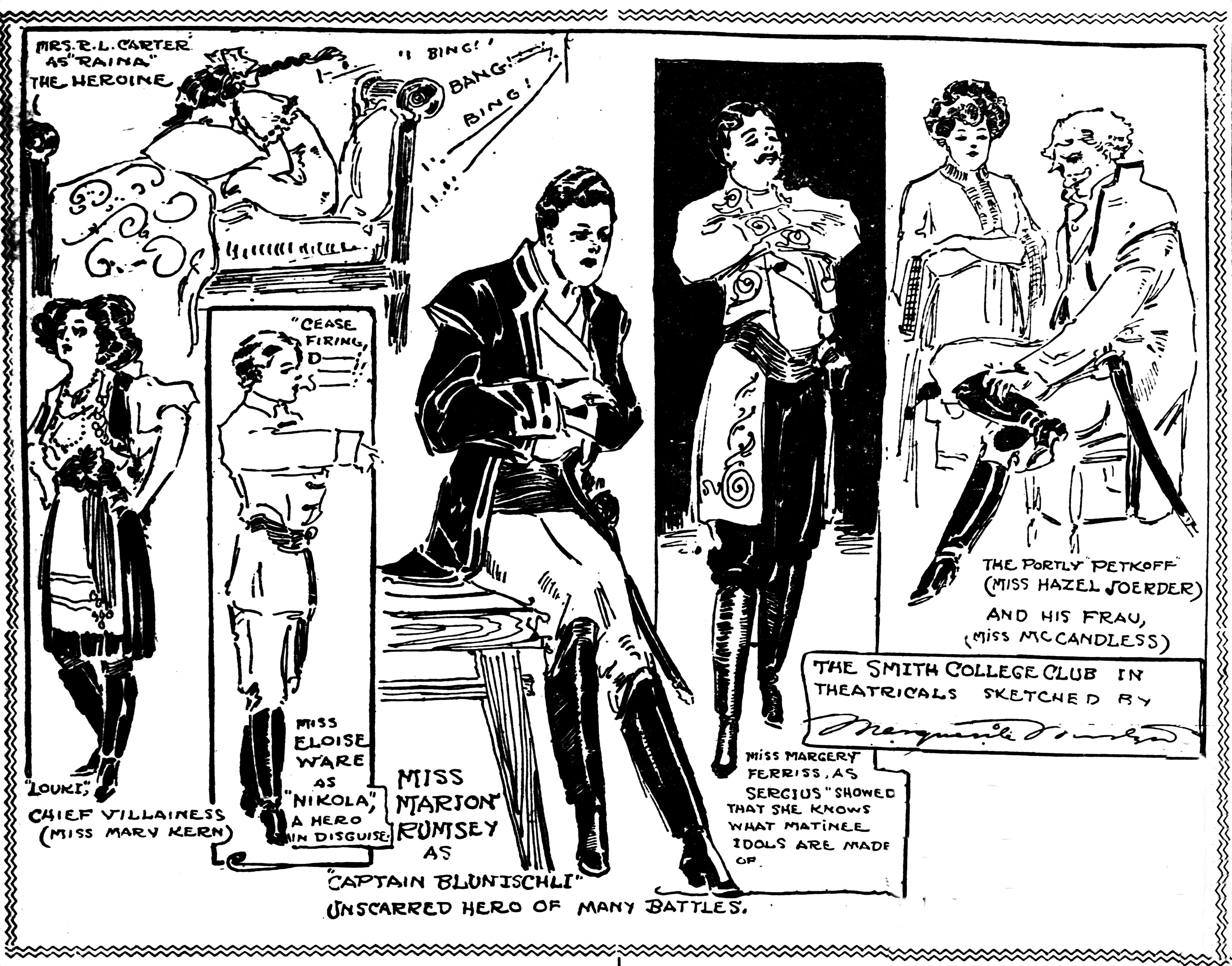
Żołnierz i bohater w ilustracji Margaret Martyn (1908).

Żołnierz i bohater (także Bohaterowie; ang. Arms and the man) – komedia George'a Bernarda Shawa w trzech aktach. Prapremiera odbyła się w Londynie w 1894 r.

## Treść
Akcja utworu rozgrywa się na tle wojny serbsko-bułgarskiej. Panna Raina Petkowa – przedstawicielka szanowanej bułgarskiej rodziny i narzeczona dowódcy kawalerii – ratuje życie serbskiemu oficerowi Bluntschli, ukrywając go w swojej sypialni. Jest jednak z lekka rozczarowana, gdy okazuje się, że żołnierzowi daleko do ideału bohatera wojennego. Bluntschli ma bardzo praktyczne podejście do wojny: jest zawodowym żołnierzem, do armii serbskiej zaciągnął się wyłącznie dlatego, że ją akurat pierwszą napotkał (jest narodowości szwajcarskiej), robi co może, by nie musieć walczyć i zamiast nabojów nosi w kieszeni czekoladę. Jego przeciwieństwem jest narzeczony Rainy, Sergiusz Saratow, który powraca okryty chwałą bohatera wojennego, choć w rzeczywistości jest zwykłym tchórzem, a zwycięstwo odniósł wyłącznie na skutek szczęśliwego przypadku (przeciwnikowi zabrakło odpowiedniej amunicji).  

## Operetka
W 1908 r. na podstawie utworu G. B. Shawa powstała operetka pt. Der tapfere Soldat (pol. Bohaterowie). W Polsce grano ją w Teatrze Miejskim w Bydgoszczy (1928, reż. Józef Józefowicz).

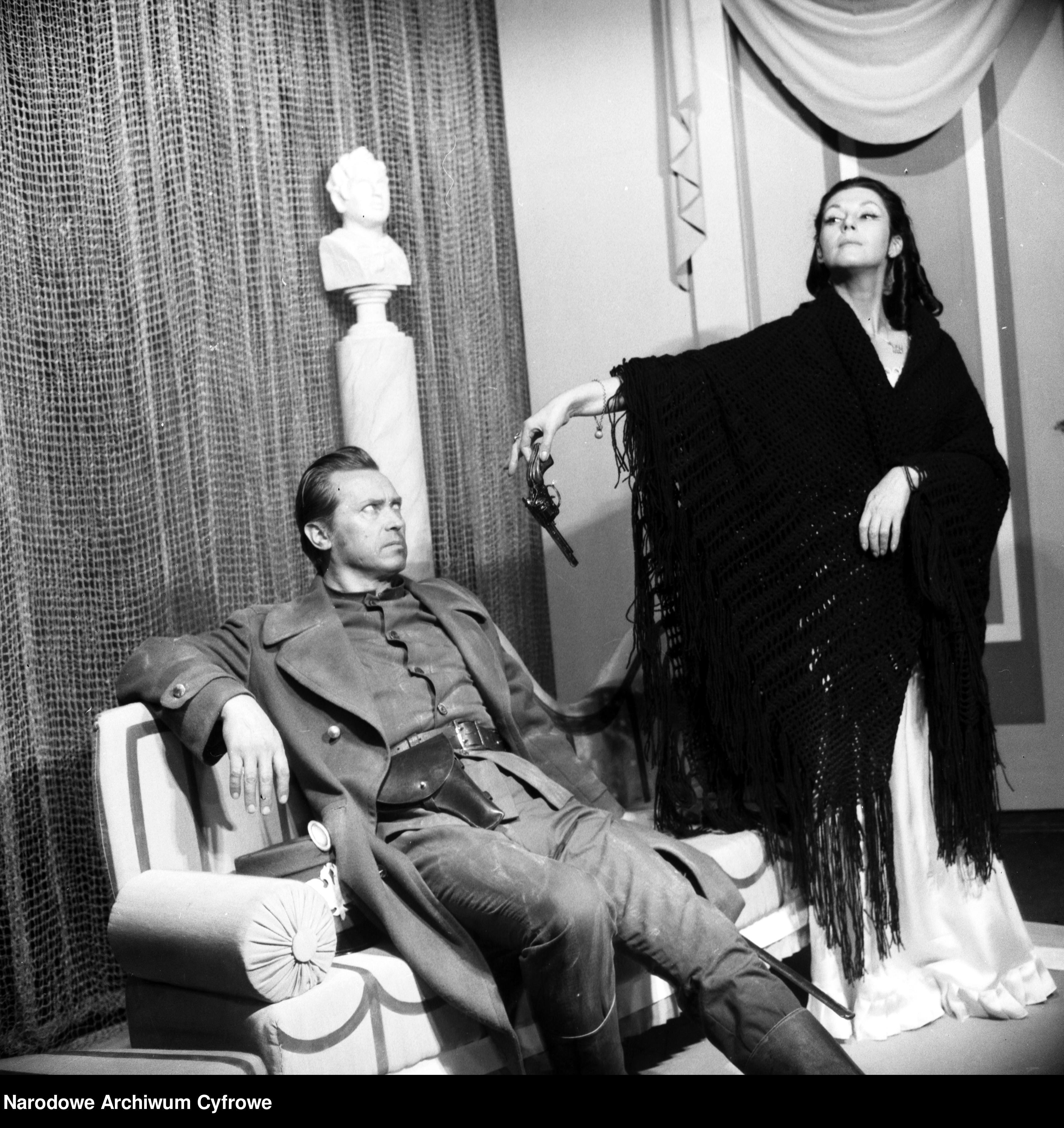
Żołnierz i bohater - inscenizacja Teatru Ludowego w Warszawie (1971)

## Musical
W 1973 r. w Wiedniu zaprezentowano musical autorstwa Udo Jürgensa, pt. Helden, Helden na motywach utworu G. B. Shawa. 

## Ekranizacje
- Arms and the Man (1932, reż. Cecil Lewis)[4]
- Helden (1958, reż. Franz Peter Wirth)[5]

## Żołnierz i bohaterw Polsce

### Przekłady
Utwór przetłumaczyli na język polski : K. Rakowski, Florian Sobieniowski i Mira Michałowska.

### Inscenizacje (wybór)[7]
Premiera polska odbyła się w Krakowie w 1904 r. (pod tytułem Bohaterowie). W kolejnych latach utwór był wystawiany m.in. w:
- Teatr Polski w Warszawie (1921, reż. Karol Borowski)
- Teatr Mały w Warszawie (1935, reż. Aleksander Węgierko)
- Zespół Objazdowy Reduty (1936, reż. Aleksander Węgierko)
- Teatr Nowy im. Heleny Modrzejewskiej w Poznaniu (1936, reż. Aleksander Węgierko)
- Teatr im. Stefana Żeromskiego w Kielcach (1946, reż. Adam Rokossowski)
- Teatr Kameralny Domu Żołnierza w Łodzi (1947, reż. Józef Wyszomirski)
- Teatr Comoedia w Warszawie (1947, reż. Jan Kochanowicz)
- Teatr Miejski im. Stefana Jaracza w Olsztynie (1947, reż. Janusz Strachocki)
- Teatr Dolnośląski we Wrocławiu (1948, reż. Marian Godlewski)
- Teatry Miejskie w Częstochowie (1948, reż. Artur Kwiatkowski)
- Teatr Miejski w Bydgoszczy (1948, reż. Gustawa Błońska)
- Teatr Ziemi Pomorskiej w Toruniu (1948, reż. Gustawa Błońska)
- Teatr Polski Bielsko-Cieszyn (1948, reż. Stanisław Kwaskowski)
- Teatr Miejski w Białymstoku (1948, reż. Lidia Zamkow)
- Teatr Miejski w Lublinie (1949, reż. Stefan Michułowicz)
- Teatr im. Juliusza Słowackiego w Krakowie (1949, reż. Władysław Krzemiński)
- Teatr Ziemi Lubuskiej w Zielonej Górze (1955, reż. Stefan Wroncki)
- Bałtycki Teatr Dramatyczny w Koszalinie (1955, reż. Przemysław Zieliński)
- Teatr Ludowy w Warszawie (1955, reż. Zygmunt Chmielewski)
- Teatr im. Aleksandra Fredry w Gnieźnie (1956, reż. Henryk Lotar)
- Teatry Dramatyczne w Częstochowie (1956, reż. Henryk Lotar)
- Teatr Ziemi Mazowieckiej w Warszawie (1958, reż. Zbigniew Sawan)
- Teatr Powszechny w Łodzi (1959, reż. Zbigniew Koczanowicz)
- Teatr Wybrzeże w Gdańsku (1961, reż. Stanisław Milski)
- Teatr Rozmaitości w Krakowie (1966, reż. Jerzy Ukleja)
- Teatr Dramatyczny w Wałbrzychu (1966, reż. Zbigniew Bessert)
- Teatr Dramatyczny im. Aleksandra Węgierski w Białymstoku (1968, reż. Zbigniew Bessert)
- Teatr im. Wilama Horzycy w Toruniu (1971, reż. Hugon Moryciński)
- Teatr Ludowy w Warszawie (1971, reż. Kazimierz Rudzki)
- Teatr Nowy w Łodzi (1971, reż. Olga Koszutska)
- Teatr Nowy w Zabrzu (1972, reż. Mieczysław Daszewski)
- Teatr im. Wojciecha Bogusławskiego w Kaliszu (1973, reż. Zbigniew Bebak)
- Teatr m. Juliusza Osterwy w Gorzowie Wielkopolskim (1977, reż. Bogusław Sochnacki)
- Teatr im. Juliusza Słowackiego w Krakowie (1998, reż. Jerzy Goliński)

### Spektakl telewizyjny
W 1992 r. w Teatrze Telewizji wyemitowano spektakl pt. Żołnierz i bohater w reżyserii Edwarda Dziewońskiego.